# Vratislav Votava
Vratislav Votava (* 27. června 1960) je bývalý český politik, v 90. letech 20. století předseda sdružení Levá alternativa a poslanec České národní rady a Poslanecké sněmovny za koalici Levý blok, později za KSČM.

## Biografie
Od roku 1990 se podílel na akcích uskupení Levá alternativa (LA), které se definovalo jako levicové a protitotalitní. Působil jako mluvčí Pražské autonomní skupiny LA. V březnu 1992 ho 5. konference Levé alternativy zvolila předsedou této formace. Konferenci provázely spory a 11 z 62 delegátů jednání opustilo. Jako nový předseda Votava kritizoval dosavadní orientaci LA na Občanské fórum a intelektualismus, který v Levé alternativě panoval. Krátce po svém zvolení naopak oznámil, že bude kandidovat v nadcházejících volbách za Levý blok.
Ve volbách v roce 1992 byl zvolen do České národní rady za koalici Levý blok, kterou tvořila KSČM a menší levicové skupiny (volební obvod Praha).
Od vzniku samostatné České republiky v lednu 1993 byla ČNR transformována na Poslaneckou sněmovnu Parlamentu České republiky. V prosinci 1992 vystoupil z Levé alternativy a odešel z jejího předsednického postu. Jako důvod uvedl rozpory s anarchistickým křídlem v Levé alternativě. Nadále hodlal prosazovat levicovou politiku a uvádí se jako člen výkonného výboru dalšího levicového subjektu, který tvořil Levý blok - Demokratická levice ČSFR. Z Levé alternativy s ním odešla i skupina nazvaná Asociace samosprávného socialismu. V lednu 1994 přešel do samostatného poslaneckého klubu KSČM poté, co se koalice Levý blok rozpadla na několik samostatných formací. Zasedal v zahraničním výboru sněmovny. V sněmovních volbách roku 1996 kandidoval za KSČM v Severočeském kraji, ale nebyl zvolen.